# Harold J. Powers

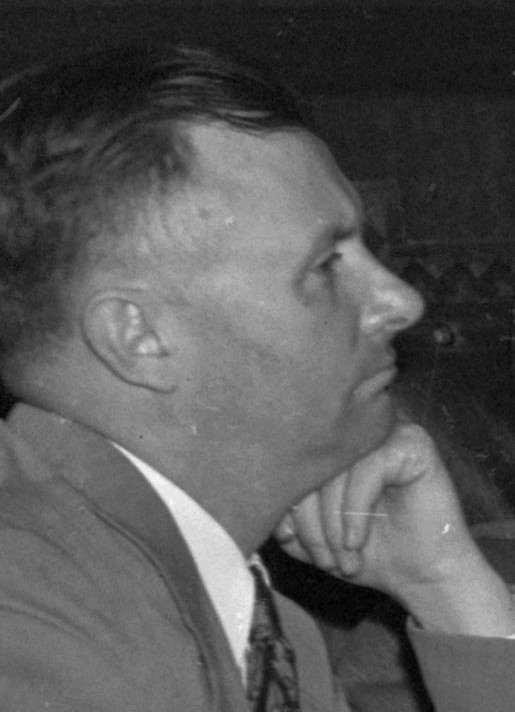
Harold J. Powers (1940)

Harold Jay Powers (* 8. Oktober 1900 in Eagleville, Modoc County, Kalifornien; † 16. Oktober 1996 in Cedarville, Kalifornien) war ein US-amerikanischer Politiker. Zwischen 1953 und 1959 war er Vizegouverneur des Bundesstaates Kalifornien.

## Werdegang
Harold Powers besuchte die öffentlichen Schulen seiner Heimat und studierte danach am University of California Agriculture College in Davis, der heutigen University of California in Davis. Später arbeitete er in der Landwirtschaft und hier besonders auf dem Gebiet der Viehzucht. Er war Eigentümer mehrerer Ranchs in Kalifornien, Nevada und Idaho. Politisch wurde er Mitglied der Republikanischen Partei. Zwischen 1934 und 1953 saß er im Senat von Kalifornien, dessen President Pro Tempore er seit 1947 war. In den Jahren 1948 und 1952 nahm er als Delegierter an den jeweiligen Republican National Conventions teil. Bei den Präsidentschaftswahlen des Jahres 1956 war er einer der republikanischen Wahlmänner, die Präsident Dwight D. Eisenhower offiziell in dessen zweite Amtszeit wählten.
1953 wurde Gouverneur Earl Warren von Präsident Eisenhower zum Obersten Bundesrichter ernannt. Daraufhin wurde der bisherige Vizegouverneur Goodwin Knight dessen Nachfolger im Amt des Gouverneurs. In das nun freigewordene Amt des Vizegouverneurs rückte Harold Powers nach. Nach einer Wiederwahl 1954 bekleidete er diesen Posten zwischen 1953 und 1959. Dabei war er Stellvertreter von Gouverneur Knight, der wie auch Powers dem liberalen Parteiflügel zuzurechnen war. Im Jahr 1962 wollte er zunächst als Gouverneur kandidieren. Da er den Eindruck hatte, dass die republikanische Parteiführung den späteren Präsidenten Richard Nixon unterstützen wollte, zog er aber seine Kandidatur zurück. Er schloss sich einer Opposition innerhalb der Republikanischen Partei an, die Nixon nicht als Gouverneur von Kalifornien haben wollte. Powers wurde zum Anführer dieser Gruppe, die dann den Demokraten Pat Brown, der bereits seit 1959 Gouverneur von Kalifornien war, erfolgreich unterstützte und seine Wiederwahl ermöglichte.
Danach setzte Harold Powers seine landwirtschaftlichen Aktivitäten fort. Er starb am 16. Oktober 1996, eine Woche nach seinem 96. Geburtstag, in Cedarville.